# Dell beszédprodukciós modell
Dell (1986) modellje a beszédprodukció közben bekövetkező hibázások tanulmányozásán alapul, és a produkciót egy interaktív-aktivációs modellel írja le. A konnekcionista modell elsősorban a produkciós hibák modellezésére jött létre. Hibája, hogy viszonylag korlátozott a hatóköre, főleg a hibázási jelenségeket magyarázza jól.

## A modell előzményei
Több kutatás is keletkezett a beszédprodukcióval kapcsolatban. Általában a hibázások vagy nyelvbotlások tanulmányozása volt a kiindulópontja a beszédprodukciós kutatásoknak, mert egy folyamat működése úgy értelmezhető a legjobban, ha megpróbáljuk feltárni, hogy mi történik akkor, ha a folyamat rosszul működik.
A mindennapi beszédben egy átlagos felnőtt egyszer-kétszer hibázik 1000 szóból. A kisgyermekek 7-szer hibáznak, az afáziások pedig akár több százszor is. A leggyakoribb hiba, hogy megegyeznek a fonémák, csak valamilyen módon fölcseréljük ezeket. Erre lehet példa a Fromkin (1971) által kidolgozott mondatok a „cup of coffee- cuff of coffee”. A hibázás kétféle lehet: kontextuális és nem kontextuális. (Dell et al., 1997)
Reich (1977) elmélete szerint a beszédben a különböző egységek függhetnek a szomszédos elemektől, ezek minél többször fordulnak elő együtt, annál inkább megjelenik egyfajta puffer hatás, aminek következtében gyorsabb lesz a feldolgozás, és kevesebb a hiba. Viszont ha a jellemzően együtt szereplő szavak nem együtt, hanem nagyon hasonló hangzású szóval jelenik meg, a hibázási arány megnő. (Dell et al., 1997)
Levelt modellje a kronometriai modellek közül olyan modell, ami a reakcióidő-feladatok eredményeire épít. Levelt öt szakaszt különböztet meg. (fogalmi előkészítés szakasza, grammatikai kódolási szakasz, fonetikai kódolás szintje, artikulációs szint, önmonitorozás) (Csépe, Győri, Ragó, 2008)

## A modell alapjai
A nyelvészetben négy különálló feldolgozási szintet különböztetnek meg, ezek a szemantikai, szintaktikai, morfológiai és fonológiai szintek. A nyelvi produktivitás minőségileg eltérő módon jelenik meg minden szinten. Dell szerint a produkciós hibák felfoghatók úgy, mint a nyelvi produktivitás működésének az eredményei és megjelenésükért ugyanazok a szabályok felelősek, melyek a normál produkciós folyamatokat is irányítják.
A modell másik előfeltevése az, hogy a produkció során kétféle információt kell használnunk. A generatív szabályokat és a mentális lexikonban tárolt nyelvi egységeket, amelyeket e szabályok révén kombinálunk.

## A modell leírása
A modell három feldolgozási szinten írja le a beszédprodukció folyamatát. Ez a három szint a szemantikai-, szó- és fonémaszint. Mindhárom szinten aktivációs egységek jelölik az adott szinten található jellemzőket, vagyis a szemantikai szinten egy egység egy szó jelentését reprezentálja, a szószinten egy szóformát, a fonémaszinten pedig egy fonémát. Az egységeket kétirányú kapcsolatok kötik össze, amelyek serkentő jellegűek, a modellben nincsenek gátló kapcsolatok. Az aktiváció a teljes hálózaton végigfut, és a legnagyobb aktivációs szinttel rendelkező egységek fognak kiválasztódni, és mindkét irányba adják tovább az aktivációt. Amint egy egység kiválasztásra kerül, elveszíti az aktivációját, így rövid idő alatt lecseng. Az aktiváció mindkét irányból történő továbbítása magyarázza az interaktivitást, és hogy a hibázásoknál rendszerint valódi és nem értelmetlen szavak keletkeznek, illetve hogy kevert, vagyis egyszerre fonológiai és szemantikai jellegű hibák is keletkezhetnek.
Dell szerint a hibázások azért jönnek létre, mert egy adott pillanatban nem a megfelelő elem aktiválódik. Viszont a hibázásoknak nem az az oka, hogy bizonyos folyamatok hibásan működnek, hiszen a hibázásoknál ugyanolyan nyelvi folyamatok mennek végbe, mint a normál produkció során. Dell szerint ez az ára a nyelvi generativitásnak és produktivitásnak, vagyis annak a képességünknek, hogy teljesen új kijelentéseket hozzunk létre. (Csépe, Győri, Ragó, 2008)

## Hibák fajtái
A leggyakoribb hiba a sorrendiség sérülése. Jellemzően olyan hibák jönnek létre, amelyben a szándékolt és a hibás szónak ugyanaz a szókategóriája
1. Anticipációs hiba: Egy későbbi elemet előrébb hozunk. (pl: A nap az égen van – Az ég az égen van) A modell szerint az egész mondat egyszerre aktiválódik, de egy későbbi elem valamilyen oknál fogva nagyobb aktivációt kap, mint a korábbi, ezért egy korábbi üres helyre választódik ki. Lényeges, hogy csak olyan helyre kerülhet ez a hibás elem, ami ugyanolyan jellemzőkkel rendelkezik, például jelen esetben csak főnév lehet.
2. Perszeveráció: Egy elem valamilyen oknál fogva aktív marad a kiválasztása után is. (pl.: Az osztály megbeszéli a tesztet – Az osztály megbeszéli az osztályt.)
3. Csere: Anticipáció és perszeveráció együttes működése. (pl.: Írok egy levelet az anyámnak – Írok egy anyát a levelemnek.) (Csépe, Győri, Ragó, 2008)

## Befolyásoló tényezők
A különböző típusú produkciós hibák előfordulásának valószínűségét több tényező is befolyásolhatja.
1. Kimeneti torzítások: a hibázások a legtöbb esetben értelmes szavakat eredményeznek, még akkor is, ha a hiba jellegét tekintve fonológiai jellegű.
2. Hasonlósági hatás: a hibás elem legtöbbször mind jelentésben, mind hangzásban hasonlít a szándékolt elemre.
3. Távolsági hatás: ha a hibázás a sorrend felcserélésével jár együtt, akkor egymáshoz közeli elemek fognak felcserélődni.
4. Beszédtempó hatás: minél gyorsabban beszélünk, annál inkább hajlamosak vagyunk hibázni. (Csépe, Győri, Ragó, 2008)